# Laudato si'
Laudato si' (Lloat sigueu) és la segona encíclica del Papa Francesc, que porta per subtítol Sobre la cura de la casa de tots. En aquest document el papa critica el consumisme i desenvolupament irresponsable, i fa una crida per a fer "una reacció global" per combatre la degradació mediambiental i el canvi climàtic.
L'encíclica es publicà oficialment el 18 de juny de 2015 al migdia, en una conferència de premsa molt concorreguda. El Vaticà va publicar el document en vuit llengües.
És la segona encíclica publicada per Francesc, després de Lumen fidei ("Llum de la Fe"), que es publicà el 2013. La Lumen fidei en gran part fou redactada pel seu predecessor Benet XVI. Per aquest motiu Laudato si' es considera la primera encíclica escrita íntegrament pel papa Francesc.

## Contingut
El títol de l'encíclica parteix de les primeres paraules del document, el seu incipit. És una cita del Càntic del Sol o Càntic de les Criatures (un poema i pregària escrit al segle xiii per Francesc d'Assís) on s'elogia a Déu per la creació de les diverses criatures i aspectes de la terra. El text de l'oració és en el dialecte úmbric que parlava Francesc d'Assís (no pas en llatí) i llavors l'encíclica utilitza l'ortografia i el nom original.
L'encíclica té 184 pàgines. Segons un resum del New York Times, el document està "arrasant" en el seu àmbit. Francesc descriu una explotació implacable i destrucció del medi ambient i en culpa l'apatia, la cerca temerària de beneficis econòmics, una fe excessiva en la tecnologia i que els polítics siguin curts de mires. Declara que el "canvi climàtic és un problema global amb implicacions greus: mediambientals, socials, econòmiques, polítiques i per la distribució de béns. Representa un dels reptes principals que ha d'afrontar la humanitat dels nostres dies" i adverteix que s'està vivint una "destrucció d'ecosistemes sense precedents, amb serioses conseqüències per a tots" si no es prenen mesures per atenuar el canvi climàtic.
El document destaca el paper dels combustibles fòssils entre els causants del canvi climàtic i els estats dels països desenvolupats que moralment estan obligats a ajudar els països en vies de desenvolupament per combatre la crisi del canvi climàtic. L'encíclica té 172 cites a peu de pàgina, la major part dels seus predecessors Joan Pau II i Benet XVI. L'encíclica també es refereix en diverses ocasions al Patriarca Bartolomeu (patriarca de l'Església Ortodoxa de Constantinoble), que és una persona molt propera del papa. L'encíclica també cita Sant Tomàs d'Aquino; Ali al-Khawas, místic musulmà del segle IX; Pierre Teilhard de Chardin; i Romano Guardini.
El text aborda moltes qüestions, incloses mencions a temes com la planificació urbana, l'economia agrícola, i la biodiversitat. Tanmateix, també reafirma el seu posicionament anti-avortista declarant que són qüestions que s'interrelacionen, perquè la "preocupació per la protecció de naturalesa és incompatible amb la justificació de l'avortament".
Els comentaris de l'encíclica sobre el canvi climàtic formen part del consens científic sobre el canvi climàtic.

## Història

### Origen
Les especulacions sobre una encíclica sobre el medi ambient del papa Francesc van aparèixer el novembre de 2013. El 24 de gener de 2014, el Vaticà va confirmar que s'havia començat a escriure. El director de l'Oficina de Premsa de la Santa Seu, Federico Lombardi, va dir que el document estava a les beceroles, que no hi havia data de publicació i que l'encíclica seria sobre l'ecologia, i més en concret l'ecologia humana.
El cardenal Peter Turkson, president del Consell Pontifici per a la Justícia i la Pau i el seu equip van escriure el primer esborrany de l'encíclica. L'esborrany després fou revisat per diversos teòlegs i enviat unes tres setmanes abans de la seva publicació a la Congregació per la Doctrina de la Fe, la segona secció del Secretariat d'Estatal, i el teòleg de la Casa Papal. Les correccions es van fer partint dels seus comentaris.
Durant el redactat de l'encíclica, el Vaticà va estar en contacte durant diversos mesos amb experts científics. Un dels experts consultats va ser Hans Joachim Schellnhuber, fundador i cap de l'Institut Potsdam per la investigació de l'impacte climàtic i que forma part del Consell Assessor Alemany del Canvi Global.
El 28 d'abril de 2015, per preparar l'alliberament de l'encíclica, el Vaticà va anunciar una conferència de premsa del cardenal Turkson, el secretari general de les Nacions Unides Ban Kii-moon, el president equatorià Rafael Correa i l'economista americà Jeffrey Sachs.
El títol i subtítol de l'encíclica es difongué a través d'un missatge a Twitter de la periodista espanyola Mercedes De La Torre el 30 de maig de 2015. El Vaticà va confirmar que el títol seria Laudato si' el 10 de juny. Algunes informacions inicials asseguraven que el nom seria Laudato Sii, que hauria estat la traducció al llatí de l'original expressió en dialecte umbrià, però el papa va mantenir la forma original amb una i.
El 4 de juny l'oficina de premsa del Vaticà va anunciar que l'encíclica —que ja "atreia l'atenció global pel tractament que faria de la teologia catòlica sobre l'ecologia, la destrucció mediambiental actual i el canvi climàtic"— es donaria a conèixer el 18 de juny.

### Filtració
Quatre dies abans de la publicació de l'encíclica, la revista italiana L'Espresso va publicar un esborrany filtrat del document en línia. El document filtrat "fou gairebé exactament igual" que el document final. La filtració va molestar els oficials del Vaticà que el van considerar que havia estat un "acte atroç" i va revocar les credencials de premsa del corresponsal de premsa de l'Espresso al Vaticà Sandro Magister. El New York Times i el diari italià La Stampa van indicar que la filtració estigué motivada pel sector més conservador del Vaticà, amb l'objectiu d'avergonyir el Papa i dificultar l'explicació de l'encíclica.

### Publicació
La carta encíclica es va donar a conèixer oficialment durant una roda de premsa a la Nova Sala del Sínode de la Ciutat de Vaticà. Parlant a la roda de premsa hi hagué Turkson, Schellnhuber, i John Zizioulas (el metropolità de Pergamon, representant l'Església ortodoxa). Durant el dia de la publicació de l'encíclica el papa Francesc va emetre diverses piulades des del seu compte de Twitter oficial, @Pontífex.